# Herbert-Jürgen Gündisch
Herbert-Jürgen Gündisch (* 26. Februar 1929 in Dresden; † 13. März 2018 in Sils/Maria, Schweiz) war ein deutscher Rechtsanwalt, Verfassungsrichter und Politiker (CDU).

## Leben und Beruf
Gündisch wurde in Dresden als Sohn des siebenbürgischen Abgeordneten im ungarischen Reichstag Guido Gündisch geboren. Seine Mutter Anni Baum war eine Verwandte des nachmaligen Bundesinnenministers Gerhart Baum. Er wuchs in Dresden und Budapest auf, wo er eine ungarische evangelische Grundschule und anschließend das deutsche Gymnasium besuchte. Nach der Flucht nach Dresden und dann nach Österreich kam er 1946 nach Ulm, wo er 1947 sein Abitur ablegte. Anschließend studierte er in München und Tübingen Rechtswissenschaften. Nach dem Referendarexamen ging er 1952 an die Harvard Law School, die er mit dem Master of Laws abschloss. 1954 wurde er in Tübingen, wo er am Max-Planck-Institut für ausländisches und internationales Privatrecht arbeitete, zum Dr. jur. promoviert und legte dort 1956 das Assessorexamen ab. 1956 wechselte er mit dem Institut nach Hamburg und war gleichzeitig Rechtsanwalt bei Modest & Partner in Hamburg. 1990 war er als Partner maßgeblich an der Fusion mit der Kölner Kanzlei von Friedrich Graf von Westphalen beteiligt, die heute unter Graf von Westphalen firmiert. 2008 schied er aus der Kanzlei aus und setzte sich zur Ruhe.
Neben seiner anwaltlichen Tätigkeit war Gündisch von 1973 bis 1993 Mitglied des Richterwahlausschusses in Hamburg. Von 1979 bis 2005 war er nebenamtlich Richter am Hamburgischen Verfassungsgericht, womit er die längste Amtszeit aller bisherigen Verfassungsrichter aufweist. Gündisch starb im Alter von 89 Jahren im Urlaub in der Schweiz auf dem Corvatsch.

## Politik

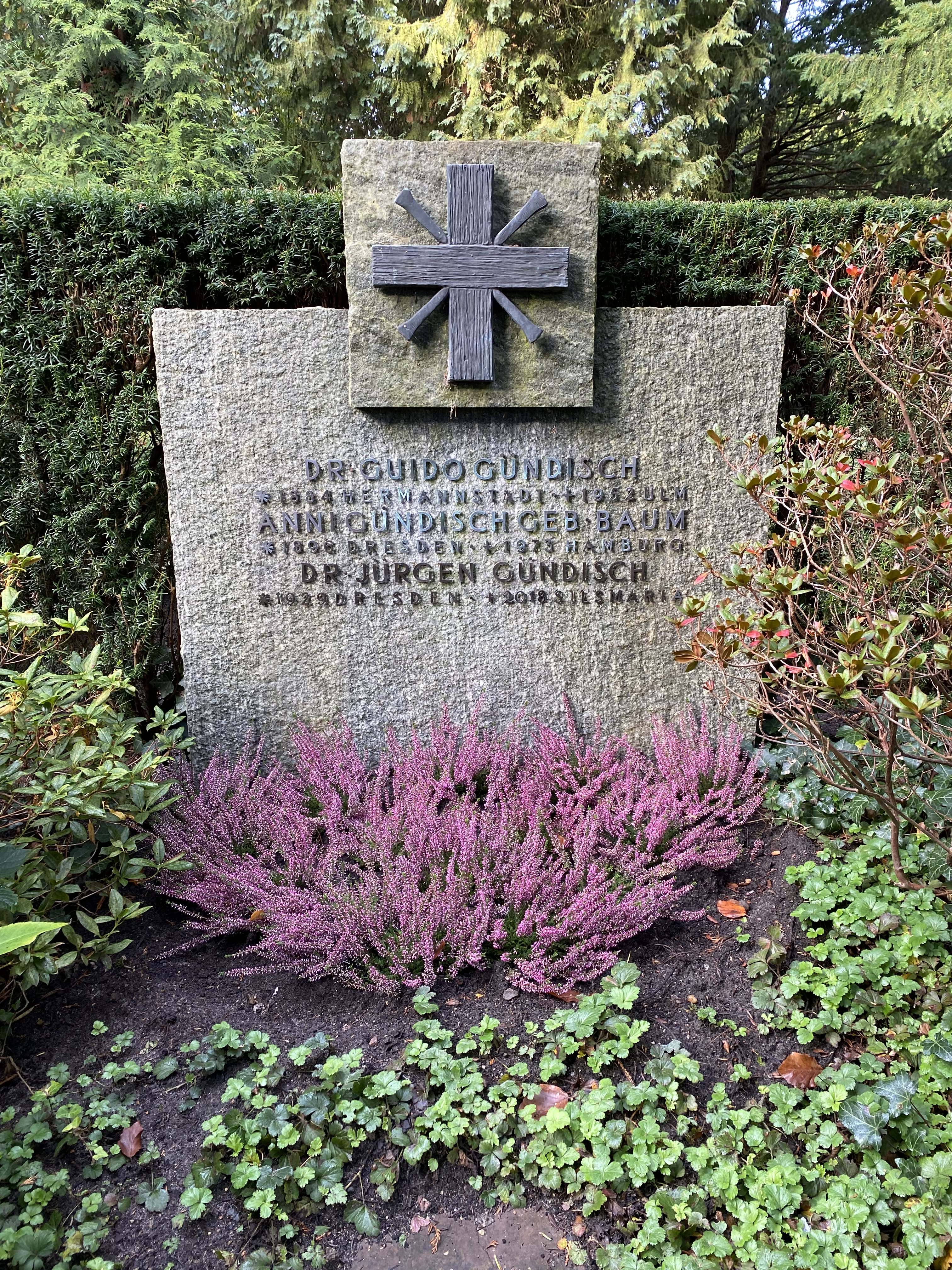
Grabstätte

Gündisch engagierte sich in der CDU, deren Landesdelegiertentag in Hamburg er zehn Jahre leitete. Von 1961 bis 1974 war er Mitglied der Hamburgischen Bürgerschaft. Er war mehrere Jahre stellvertretender Fraktionsvorsitzender und justizpolitischer Sprecher der Fraktion. Seine Auffassung von Politik beschrieb er 1965 gegenüber dem Hamburger Abendblatt mit den Worten: „Politik ist werdendes Recht. Als Jurist möchte ich auf den Prozeß der Rechtsschöpfung im Parlament einwirken“.

## Familie
Gündisch war mit der Malerin Erdmute „Bibi“ Berger verheiratet und hatte drei Töchter und einen Sohn. Er wurde neben seinen Eltern auf dem Nienstedtener Friedhof beigesetzt.

## Veröffentlichungen
- mit Rudolf Schlesinger: Allgemeine Rechtsgrundsätze als Sachnormen in Schiedsverfahren, in: Rabels Zeitschrift für ausländisches und internationales Privatrecht, Heft 28 (1964), S. 4–46.
- mit Jürgen Schwarze: Das Wirtschaftsrecht des Gemeinsamen Marktes in der aktuellen Rechtsentwicklung. Referate und Diskussionsberichte der Tagung des Instituts für Integrationsforschung der Stiftung Europa-Kolleg Hamburg am 3./4. Dezember 1982, Nomos Verlag, Baden-Baden 1983, ISBN 3-7890-0889-3
- mit Jan Albers, Klaus Asche, Hans-Joachim Seeler und Werner Thieme: Recht und Juristen in Hamburg, Carl Heymanns Verlag, Köln 1994, ISBN 978-3-452-23025-6
- mit Sigrid Wienhies: Rechtsschutz in der Europäischen Gemeinschaft. Ein Leitfaden für die Praxis, Richard Boorberg Verlag, Stuttgart 1994, ISBN 978-3-415-01898-3
- mit Jan Albers und Klaus Asche: Haspa Hamburger Sparkasse. Eine Bank ohne Eigentümer, Carl Heymanns Verlag, Köln 1994
- mit Petrus Mathijsen: Rechtsetzung und Interessenvertretung in der Europäischen Union. Verfahrung, Mitwirkung, Qualität, Legitimation, Richard Boorberg Verlag, Stuttgart 1994, ISBN 3-415-02604-3